# مالویاز (باشقیرستان)
مالویاز (انگلیسی: Maloyaz, Republic of Bashkortostan) یک شهرک در شهرستان سالاواتسکی استان باشقیرستان کشور روسیه است.